# Robert Heymann
Ifjabb Robert Heymann (1901–1963) német krimi és vadnyugati kalandregényíró, akinek Fred Roberts és Robert Arden álnéven írt vadnyugati regényei jelentek meg magyarul.
Robert Heymann (1879–1946) német regény-, dráma- és forgatókönyvíró, filmrendező fia.
Egyes irodalomtörténészek tanácstalanok voltak az író valódi kilétét illetőleg, mások összetévesztik apjával.
Körülbelül 130 regényt írt, amelyek gyakran magazinokban jelentek meg.
A Fred Roberts és Robert Arden írói neveken kívül használta a Sir John Redcliffe és a Toddy Breit álneveket is.
Regényeit nem sokkal németországi megjelenésüket követően a Nova adta ki magyar nyelven, de Lengyelországban is népszerű írónak számított.
A háború után a müncheni Arthur Moewig Verlag adta ki újra regényeit 1956-tól 1962-ig.

## Magyarul kiadott művei
A Nova kalandos regényei sorozatban jelentek meg.
- Robert Arden: Texasi kaland (Episode in Texas), fordította: Tábori Kornél, 35. szám, 1937, 206 oldal
- Fred Roberts: A rio-grande-i száműzött[5] (Überfall am Rio Grande), fordította: Torday György, 36. szám, 1937, 206 oldal
- Fred Roberts: Tex Connell, a bosszúálló (Tex Connel, der Rächer), fordította: Torday György, 38. szám, 1937, 190 oldal
- Fred Roberts: Az ördög lovasai, fordította: Emődi Hajós Zsuzsa, 40. szám, 1937, 189 oldal
- R. Arden: A paradisoi csapda, fordította: Biró Kálmán, 42. szám, 1937, 186 oldal
- Fred Roberts: A borzalom földje, fordította: V. Nagy Kornél, 44. szám, 1937, 192 oldal
- R. Arden: Villámkezű Buck,[6] fordította: Szabó Iván, 47. szám, 1938, 191 oldal
- Fred Roberts: A végvidék törvénye, fordította: Simkó Elemér, 49. szám, 1938, 192 oldal
- Fred Roberts: A revolverhős fia,[7] fordította: V. Nagy Kornél, 51. szám, 1937, 192 oldal
- Fred Roberts: Arizónai lovasok (Reiter in Arizona), fordította: Takács István, 53. szám, 1938, 190 oldal
- Fred Roberts: Az irgalom völgye, fordította: Emődi Hajós Zsuzsa, 55. szám, 1938, 192 oldal
- Fred Roberts: Kid, a cowboy (Kid, der Cowboy), fordította: Szabó Iván, 57. szám, 1937, 189 oldal
- Fred Roberts: A bánya ördögei, fordította: Tábori Kornél, 60. szám, 1938, 192 oldal
- Fred Roberts: A bosszú útja, fordította: Emődi Hajós Zsuzsa, 62. szám, 1938, 192 oldal
- Fred Roberts: A halálvölgy titka, fordította: Simkó Elemér, 65. szám, 1938, 192 oldal
- Fred Roberts: Erdei farkasok, fordította: Emődi Hajós Zsuzsa, 67. szám, 1938, 190 oldal
- Fred Roberts: Hoot Dee, az üldözött, fordította: Emődi Hajós Zsuzsa, 70. szám, 1938, 192 oldal; 58 filléres sorozat (Nova), 1938
- Fred Roberts: A nagy leszámolás, fordította: Tábory Mihály, 73. szám, 1938, 190 oldal
- Fred Roberts: A bosszú árnyékában, fordította: Rejtő Jenő, 76. szám, 1938, 190 oldal; 58 filléres sorozat (Nova), 19??
- Fred Roberts: A bársony álarc,[8] fordította: Torday György, 79. szám, 1939, 192 oldal
- Fred Roberts: Lótolvajok a határon, fordította: Torday György, 83. szám, 1939, 190 oldal
- Fred Roberts: 20.000 dollár élve vagy halva, fordította: Emődi Hajós Zsuzsa, 87. szám, 1939, 192 oldal
- Fred Roberts: Horace Bartlett, az ezüstkirály,[9] fordította: Hajdu György, 95. szám, 1939, 192 oldal
- R. Arden: Csendélet Huntonban, fordította: Hajdu György, 97. szám, 1939,[10] 192 oldal
- Fred Roberts: Fegyver nélkül... , fordította: Hajós Dezső, 102. szám, 1939, 190 oldal
- Fred Roberts: A vadnyugat hiénái, fordította: Magyar Dezső, 102. szám, 1940, 192 oldal
- Fred Roberts: Nyomról nyomra (Die letze Patrone), fordította: H. Molnár Dezső, 115. szám, 1940, 190 oldal
- Fred Roberts: Jerry közbelép (Glück gehabt, Jerry), fordította: Hajdu György, 120. szám, 1940, 189 oldal
- Robert Arden: Az arany rabszolgái (Gold in New Frisco), fordította: Emődi Hajós Zsuzsa, 123. szám, 1940, 190 oldal
- Robert Arden: Berry Mexikóban (Sergeant Berry und der Zufall), fordította: Hajdu György, 126. szám, 1940, 192 oldal
- Fred Roberts: Testvérháború, fordította: H. Molnár Dezső, 130. szám, 1940, 190 oldal
- Robert Arden: Kalózok között, fordította: Emődi Hajós Zsuzsa, 134. szám, 1940, 190 oldal
- Robert Arden: Csempészúton, fordította: Emődi Hajós Zsuzsa, 141. szám, 1940, 190 oldal
- Robert Arden: Az Amazon kalandora, fordította: Emődi Hajós Zsuzsa, 147. szám, 1941, 186 oldal